# Pimelea macrostegia
Pimelea macrostegia är en tibastväxtart som först beskrevs av George Bentham, och fick sitt nu gällande namn av J. Black. Pimelea macrostegia ingår i släktet Pimelea och familjen tibastväxter. Inga underarter finns listade i Catalogue of Life.